# Осокино (Костромская область)
Осо́кино — деревня в Нерехтском районе Костромской области России. Входит в состав Волжского сельского поселения.

## История
В 2011 году Постановлением Правительства РФ деревня Малое Андрейково переименована в Осокино.

## Население
| 2008 | 2010 | 2014 |
| ---- | ---- | ---- |
| 7    | ↘6   | ↘5   |

## Достопримечательности
- Церковь Рождества Пресвятой Богородицы, основана не позже XVI века[4].